# Weiß (Sieg)
Die Weiß (auch Weißbach) ist ein 18,1 km langer, orographisch linker und östlicher Zufluss der Sieg im Kreis Siegen-Wittgenstein in Nordrhein-Westfalen. 

## Name
Am 3. Juni 1311 wurde die Weiß in einer aus der Stadt Siegen stammenden Urkunde als „Weste“ erwähnt. Die Deutung des Namens ist unsicher. Er könnte mit einer germanischen Wortwurzel *wis- „fließen“ (vgl. altnordisch veisa „Schlamm. Sumpf“) in Zusammenhang stehen.

## Geographie

### Quelle
Die Quelle der Weiß, die Weißquelle, liegt innerhalb Nordrhein-Westfalens etwa 220 m nordwestlich der Grenze zu Hessen. Sie befindet sich im Rothaargebirge 1,6 km südlich von Wilgersdorf, 1,3 km östlich der Kalteiche (579,3 m) und knapp 600 m nördlich von deren östlicher Nachbarerhebung Hirschstein (562,9 m) auf etwa 493 m ü. NHN. In zirka 125 m Entfernung führt westlich an der Quelle die Landesstraße 904 vorbei, die Wilnsdorf (im Norden) mit der hessischen Landesgrenze (im Süden) verbindet (jeweils Luftlinie). Direkt an der Weißquelle vorbei verläuft der Wilgersdorfer Rundwanderweg Auf Bergmannspfaden. Die Weißquelle ist von einer kleinen Lichtung im Staatswald Kalteiche umgeben. Sie ist nicht eingefasst, sondern tritt aus einer Gesteinsspalte hervor; das Quellwasser rinnt über abgestufte Felsen zu Tal.

### Verlauf
Die Weiß verläuft in überwiegend nordwestlicher Richtung. Bereits nach etwa 20 m Fließstrecke wird sie von einem Rinnsal gespeist, das etwa 400 m (Luftlinie) westsüdwestlich der Weißquelle an der L 904 auf 521 m Höhe entspringt. Das Flüsschen läuft durch Wilgersdorf, wo es unter anderem das Wasser des Breitenbachs aufnimmt, welches aus der vom Sauerländischen Gebirgsverein (SGV) gefassten Quelle Goldschmiedsborn am Hang der Kalteiche austritt. Später, nach Unterqueren der Bahnlinie Dillstrecke nimmt die Weiß rechtsseitig ihren größten Zufluss Bichelbach auf. Danach passiert sie die Anzhäuser Mühle mit dem dortigen Industriegebiet Anzhäuser Mühle und erreicht nach kurz darauf Anzhausen. Am Ortsausgang fließt linksseitig der Wabach hinzu, der etwa 100 m oberhalb seiner Mündung vom Bösselbach gespeist wird. Nach anschließendem Passieren des Gewerbegebiets Klabach-Mühlengraben und südlichem Passieren von Flammersbach, wo die Weiß den gleichnamigen Bach aufnimmt, verläuft sie an Niederdielfen vorbei und nimmt dort linksseitig die Dielfe auf. Ein Stück weiter durchfließt sie das Gewerbegebiet Weißtal. Dann erreicht die Weiß die Stadt Siegen. Dort durchfließt sie den Stadtteil Kaan-Marienborn, in dem sie einen weiteren Breitenbach aufnimmt, sowie den Ortsteil Hain, wo sie zwischen Siegberg und Lindenberg mehrfach überbrückt ist.

### Mündung
Nach einem kurzen unterirdischen Flussabschnitt mündet die Weiß in der Siegener Unterstadt nahe dem Apollo-Theater, etwas südwestlich beziehungsweise südlich der Bahnhofsstraße, auf rund 235 m ü. NHN Höhe in die dort von Nord-Nordosten kommende Sieg. 
Zwischen Quelle und Mündung der Weiß liegt ein Intervall von etwa 258 Höhenmetern, was einem mittleren Sohlgefälle von circa 14 ‰ entspricht.

### Einzugsgebiet und Zuflüsse
Das Einzugsgebiet der Weiß ist 71,463 km² groß. Zu ihren Zuflüssen gehören (flussabwärts sortiert):
| Name         | Lage   | Länge in km | EZG in km² | Mündungshöhe in m ü. NHN | GKZ       | Durchflossene Orte (* Mündung) |
| ------------ | ------ | ----------- | ---------- | ------------------------ | --------- | ------------------------------ |
| namenlos?    | rechts | 0,82        | –          | 427                      | 27216-12  | –                              |
| Immelsbach   | rechts | 0,84        | –          | 390                      | –         | Wilgersdorf *                  |
| Breitenbach  | links  | 1,96        | –          | 375                      | 27216-14  | Wilgersdorf *                  |
| Schönbach    | links  | 1,13        | –          | 359                      | –         | –                              |
| Bleielsbach  | rechts | 0,68        | –          | 350                      | –         | Birkenhof (Wilgersdorf)        |
| namenlos?    | links  | 1,12        | –          | 340                      | –         | –                              |
| Wimmersbach  | links  | 1,00        | –          | 330                      | –         | –                              |
| Erbstruth    | links  | 0,91        | –          | 312                      | –         | Rudersdorf (Gewerbe)           |
| Bichelbach   | rechts | 6,09        | 15,93      | 312                      | 27216-2   | Gernsdorf, Rudersdorf          |
| Wabach       | rechts | 3,22        | 3,75       | 299                      | 27216-32  | Anzhausen *                    |
| Klabach      | links  | 1,94        | –          | 290                      | 27216-332 | Anzhausen (Gewerbe)            |
| Flammersbach | rechts | 3,52        | 2,40       | 286                      | 27216-34  | Flammersbach *                 |
| Dielfe       | links  | 4,12        | 6,64       | 278                      | 27216-4   | Oberdielfen, Niederdielfen     |
| Filsbach     | rechts | 0,68        | –          | 277                      | –         | –                              |
| namenlos?    | links  | 1,15        | –          | 274                      | 27216-52  | Niederdielfen *                |
| Feuersbach   | rechts | 4,18        | 6,05       | 266                      | 27216-6   | Feuersbach                     |
| Breitenbach  | rechts | 4,59        | 5,05       | 258                      | 27216-72  | Breitenbach, Kaan-Marienborn * |
| Bürbach      | rechts | 3,17        | 3,94       | 246                      | 27216-74  | Bürbach, Siegen *              |
| Fludersbach  | links  | 4,05        | 4,58       | 240                      | 27216-8   | Siegen *                       |

Anmerkungen zur Tabelle
1. ↑  Gewässerkennzahl, in Deutschland die amtliche Fließgewässerkennziffer mit zur besseren Lesbarkeit eingefügtem Trenner hinter dem Präfix, das einheitlich für den allen gemeinsamen Vorfluter Weiß steht.

### Einwohner und Dichte
Zu den Dörfern Wilnsdorfs, die zum Einzugsgebiet der Weiß gehören, zählen Wilgersdorf, Anzhausen, Flammersbach, Rudersdorf, Gernsdorf, Niederdielfen und Oberdielfen. Bei Siegen sind dies Kaan-Marienborn, Bürbach, Volnsberg, Breitenbach und Feuersbach.
Es wohnen im Einzugsgebiet der Weiß über 20.000 Menschen, wobei alleine schon in den Siegener Ortsteilen fast 7.000 Menschen zusammen wohnen. Die Gesamtdichte beträgt rund 280 Einwohner je Quadratkilometer.

## Landschaft
Charakteristisch für die Weiß ist ihr enges Tal mit einem hohen Waldanteil. Im Uhrzeigersinn grenzt das Einzugsgebiet der Weiß an jenes der Werthenbach (nördlich und nordöstlich), Dill (östlich und südöstlich), Heller (südöstlich), Eisernbach (südlich), Leimbach (südwestlich) sowie Zinsenbach, Schmällenbach und Halbach (nordwestlich).
An der obig erwähnten Grenze von Nordrhein-Westfalen zu Hessen beginnt im Gebiet von Kalteiche und Hirschstein die Westerwaldvariante des Rothaarsteigs.